# Jesjoea

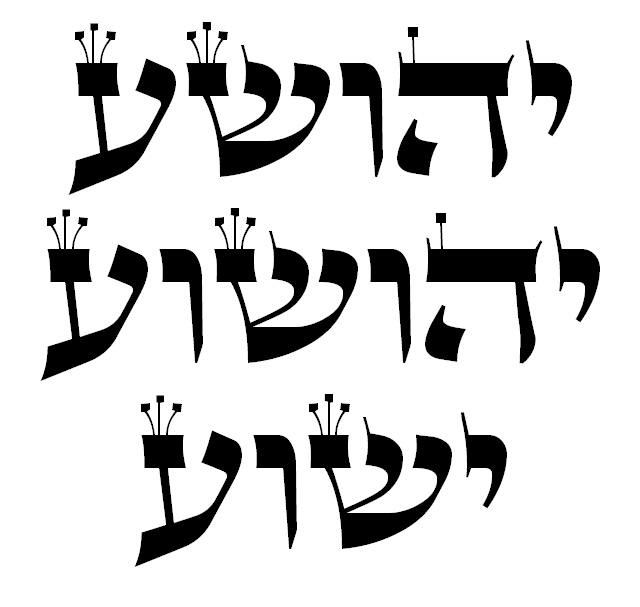
Jeh'sjoea, Jehosjoea, Jesjoea

Jesjoea (ישוע) is een afgekorte vorm van de naam Jehosjoea (יהושע), Jozua (voornaam), te vinden in de laatste boeken van het Oude Testament. Hiervan is de hogepriester Jesjoea in de tijd van Ezra een voorbeeld. De naam betekent 'Jahwe (God) is verlossing'.
De Griekse spelling Jèsou, Jezus, wordt in het Hebreeuws vrijwel altijd vertaald als Jesjoea. Zo komen er dertig verschillende mannen met de naam Jèsou voor in de boeken De Joodse Oorlog en de Oude geschiedenis van de Joden, geschreven door de eerste-eeuwse Romeins-Joodse geschiedschrijver Flavius Josephus. In de overeenkomstige Hebreeuwse teksten worden zij allen aangeduid met Jesjoea. Een uitzondering gaat op wanneer de naam verwijst naar Jezus van Nazareth. In seculiere teksten wordt de naam in dat geval vertaald als Jesjoe (ישו) en in rabbijnse teksten als Jesjoe ha-Notsri (ישו הנוצרי). In christelijke teksten (zoals de Hebreeuwse vertalingen van het Nieuwe Testament), echter, worden dan weer dikwijls de vertalingen Jesjoea en Jesjoea m-Nazaret (ישוע מנצרת) gehanteerd.